# 林莉帏
林莉帏（英語：Agnes Lim Li Wei，1986年8月5日—），马来西亚女性模特儿、演员和直播主持人。

## 簡歷
林莉幃出生于马来西亚巴生，居於莎阿南且篤信佛教，曾在台北市生活和就讀國立臺灣師範大學附屬高級中學，2010年開始成為自由身外拍女模，主要來往新加坡、馬來西亞、香港、台灣及南韓等地工作；出道初期不想局限於外拍、平面和广告拍摄，故亦跨足影視娛樂兼服裝產業，參演過2012年馬來西亞电影《甲洞》、《阿炳心想事成》，以及在雙威吉薩商場（Sunway Giza Mall）開設流行服飾店「Lavendress Boutique」，2013年也應邀演出马来西亚歌唱组合 Fuying & Sam 歌曲《保护》的音樂錄像。2015年，她曾赴台湾与歌手周杰伦合作拍摄卡巴斯基防毒軟體電視广告；2016年参演了由王冠逸主演的 ntv7 电视剧《双子情人》，饰演俏丽便利店收银員「CoCo」。
2018年，林莉幃再次与导演马逸腾合作，在传記电影《败者为王》中饰演姊姊「李美琴」一角；此作品改编自2012年出版的同名书籍，內容讲述马来西亚羽毛球运动员李宗伟的故事。同年，她担任由导演高见执导的《隔墙有眼》，饰演一位面临双眼遭毒害危机、如何扭转乾坤将恶魔铲除的女生。2015年11月，她開始於雪蘭莪州八打靈縣實達阿南經營遊戲室「Chillspace 秋秋小屋」。

## 演出作品

### 电影
| 首映   | 電影名       | 角色   |
| 2012年 | 甲洞         | Cindy  |
| 2012年 | 阿炳心想事成 | 小华   |
| 2015年 | 甲洞2        | Cindy  |
| 2018年 | 败者为王     | 李美琴 |
| 2018年 | 隔墙有眼     | 小美   |

### 電視劇
| 首播          | 剧名           | 角色 |
| 2010 - 2012年 | 阿炳肥皂剧系列 |      |
| 2011年        | 家缘           |      |
| 2016年        | 双子情人       | Coco |

### 音樂錄像
- Fuying & Sam – 《保護》
- 钟盛忠 – 《越来越像你》
- 蔡忆雯 – 《嫉妒》（大同韩新传播学院学生作品）
- 罗忆诗 – 《来不及》（大同韩新传播学院学生作品）

### 廣告 / 代言

#### 平面
- CIMB TVC Main Characters
- Mazda RX8 car club BA
- Contact Lens print ads
- Vogue Collection Bridal shop
- Marry me Bridal Gallery
- Headcoverz
- Le Ann Maxima
- Eyewear
- Shiseido
- Office make up product
- Tenze hair studio BA

#### 電視
- YEO’s Chinese New Year
- Kaspersky TVC with Jay Chou
- Astro Shuangxing Promo
- Mountain Dew
- CIMB
- MIRINDA CHINA
- SUNPLAY
- MISS ASTRO 2011

## 外部連結
- Agnes Lim 林莉帏的Facebook專頁
- Agnes Lim II的Facebook專頁
- Agnes Lim 林莉帏的Facebook專頁
- Agnes Lim Li Wei的Facebook專頁
- Agnes Lim 林莉帏的Instagram帳戶
- YouTube上的Agnes Lim 林莉幃頻道